# Werner Forßmann
Werner Theodor Otto Forßmann (pogosto zapisano tudi kot Forssmann), nemški kardiolog in urolog, nobelovec, * 29. avgust 1904, Berlin, Nemško cesarstvo, † 1. junij 1979, Schopfheim, Zahodna Nemčija.
Najbolj znan je po tem, da je kot zdravnik pripravnik prvi vstavil kateter v srce pri živem človeku, in sicer z operacijo na sebi. Za tega in druge uspešne preskuse kateterizacije srca pri človeku je leta 1956 prejel tretjino Nobelove nagrade za fiziologijo ali medicino. Nagrado si je delil z Andréem Frédéricom Cournandom in Dickinsonom W. Richardsom, ki sta prispevala k nadaljnjem razvoju metode.

## Življenje in delo
Odraščal je v Berlinu, v ugledni družini odvetnika. Obiskoval je humanistično gimnazijo da bi sledil družinski tradiciji pravnikov, a je v tem obdobju njegov oče padel na fronti med prvo svetovno vojno, nakar se je morala njegova mati zaposliti kot pisarniška pomočnica, da je lahko vzdrževala družino, zato ga je v veliki meri vgajala babica. Nato je po zgledu strica, ki je bil zdravnik, in na pobudo srednješolskega učitelja vpisal študij medicine na Univerzi Friderika Viljema (danes Humboldtova univerza v Berlinu).
Tam je diplomiral leta 1928 in pričel pripravljati doktorsko disertacijo na temo vpliva izvlečka jeter na kemizem krvi, v ta namen je eksperimentiral tudi na sebi. Z iskanjem pripravniškega mesta je imel težave, naposled pa je dobil pripravništvo v bolnišnici v Eberswaldu na vzhodu Nemčije. Pod mentorstvom veščega kirurga, internista in ginekologa Richarda Schneiderja se je seznanil z medicinsko prakso, pri čemer ga je močno frustriral pogost razkorak med diagnozami in rezultati obdukcij preminulih pacientov. Posebej so ga zanimale okvare srčnih zaklopk in možnost pregleda teh struktur. Želel je najti varen dostop do srca brez potrebe po drastičnih kirurških posegih, zato je, po zgledu iz knjige Étienna Mareya (v njej je bila risba vstavitve srčnega katetra konju) poskušal prepričati Schneiderja, naj odobri poskus na človeku. Ta ga je zavrnil, saj na svojem majhnem oddelku ni želel eksperimentirati, in mu predlagal poskuse na živalih. Forßmannu prav tako ni dovolil eksperimentirati na sebi, saj ga je skrbelo za njegovo zdravje.
Forßmann se je zato odločil, da bo šefa obšel in je prepričal glavno medicinsko sestro, da mu pomaga. Ta se je celo javila za prvi poskusni subjekt, vendar je namesto tega skrivaj dal lokalno anestezijo sebi in si vstavil uretralni kateter v cefalno veno v dolžini 30 cm. S katetrom globoko v veni je nato odšel nadstropje nižje do aparata za rentgensko slikanje, kjer mu je medicinska sestra pomagala posneti položaj katetra s fluoroskopsko tehniko. Odprtino katetra je našel na predvidenem mestu ob pazduhi, nakar je potisnil kateter še enkrat toliko globoko in uspel posneti, kako sega v njegov desni preddvor. Schneider, čeprav močno nejevoljen, mu je čestital in mu dovolil ponoviti poskus na smrtno bolni ženski, kateri je vbrizgal zdravilo neposredno v preddvor, kar se je izkazalo za učinkovitejše kot z intravensko aplikacijo. Poleg tega je pokazal, da je možno pravilno in varno presoditi o položaju katetra samo z merjenjem dolžine vstavitve, brez fluoroskopije. Poročilo o dosežku z naslovom »Die Sondierung des rechten Herzens« je izšlo v reviji Klinische Wochenschrift novembra 1929.
Nekaj tednov pred tem se je preselil na slovito univerzitetno kliniko Charité v Berlinu, kjer je nadaljeval s pripravništvom pri Ferdinandu Sauerbruchu, a je izid članka zaradi medijskega pompa povzročil nejevoljo pri nadrejenih tudi tu, zato so ga odslovili. Na srečo se je lahko vrnil v Eberswalde in začel raziskovati kateterizacijo srca s poskusi na živalih, kjer je dosegel nekaj vidnih uspehov, tako da ga je Sauerbruch znova povabil v Berlin. Tam pa Forßmann ni izpolnil Sauerbruchovih pričakovanj in je bil naslednje leto znova odslovljen. Na podlagi priporočila je dobil položaj v državni bolnišnici v Mainzu, kjer je kmalu po prihodu poleti 1932 spoznal pripravnico Elsbet Engel in se leta 1933 poročil z njo. Takrat sta morala oba oditi, saj poročenim parom ni bilo dovoljeno delati skupaj. Odšla sta v Berlin, kjer je on dobil delo kot urolog v bolnišnici Rudolfa Wirchowa (prav tako del kampusa Charité).
Med drugo svetovno vojno je deloval kot vojaški kirurg na različnih bojiščih in bil po porazu Nemčije kratek čas tudi vojni ujetnik. Takrat je izvedel, da je njegova družina preživela vojno v vasi Wambach v Schwarzwaldu, kamor je po izpustitvi odšel tudi on in tri leta delal kot splošni zdravnik. Kasneje je v svoji avtobiografiji poskušal zmanjšati pomen svojega sodelovanja z nacističnimi oblastmi in je iz pripovedi izpustil številne podatke (denimo o aktivnostih pri SA), dokumenti pa kažejo, da se je včlanil v NSDAP že ob njenem vzponu avgusta 1932, ko to še ni bilo obvezno.

### Povojna leta
Položaja kirurga mu kljub prizadevanjem ni uspelo dobiti, zato se je znova zaposlil kot urolog, tokrat v Bad Kreuznachu. V medvojnih in povojnih letih je že obupal nad možnostjo uveljavitve svoje metode kateterizacije srca, kmalu pa je presenečen ugotovil, da jo prakticirajo že v več tujih klinikah. Spoznal je nekaj kirurgov, ki so prebrali njegov članek in pričeli izvajati kateterizacijo ter razvijati njen diagnostični in terapetvski potencial. Prejel je tudi več vabil na simpozije ter prva priznanja. Kljub podpori vidnih znancev pa mu ni uspelo dobiti položaja profesorja na Univerzi v Mainzu, saj ni imel doktorata in kirurške prakse, zato je veljal za premalo uglednega kandidata. Po prejemu Nobelove nagrade mu je univerza podelila naziv častnega profesorja, sam pa je poiskal boljše delovno mesto v evangeličanski bolnišnici v Düsseldorfu.
Tam je leta 1957 dobil položaj predstojnika oddelka za kirurgijo. Že kmalu po prihodu se je sprl z upravo bolnišnice, ki ji je javno očital nepravilnosti in slabe pogoje za delo. Proti njemu so takrat nastopili tudi kolegi in izpostavili njegovo pomanjkanje izkušenj, tako da je bil konec leta 1959 odpuščen, z možnostjo ponovne zaposlitve, če opravi izpit pri zdravniškem društvu, ki pa ni bilo pripravljeno izvesti preskusa znanja. Forßmann je sprožil spor na delovnem sodišču, nazadnje pa mu je po mediaciji zdravniške zbornice bolnišnica vrnila službo. Predstojnik oddelka za kirurgijo je ostal do svoje upokojitve leta 1969, nato pa se je preselil nazaj v Schwarzwald in tam živel do svoje smrti.
V zadnjem obdobju svojega življenja se je, tudi pod vplivom medvojnih izkušenj, posvetil etičnim vprašanjem medicine in družbe nasploh ter zavzel stališče, da ubijanje pod nobenim pogojem ni moralno sprejemljivo. Tako se je javno opredelil proti smrtni kazni in evtanaziji. Z ženo Elsbet sta imela šest otrok.

## Priznanja
Kateterizacija srca se je uveljavila kot koristna diagnostična in terapevtska metoda že med drugo svetovno vojno in po vojni je Forßmann za svojo pionirsko vlogo pri njenem razvoju prejel več priznanj. Leta 1954 mu je Nemška akademija znanosti v Berlinu podelila svojo Leibnizovo medaljo, leta 1956 pa je s Cournandom in z Richardsom prejel še Nobelovo nagrado za fiziologijo ali medicino. Takratni predsednik Theodor Heuss mu je leta 1959 podelil red za zasluge Zvezne republike Nemčije.
Poleg Univerze v Mainzu mu je naziv častnega profesorja podelila tudi Univerza v Cordobi (Argentina). Leta 1991, po združitvi Nemčije, so po njem poimenovali bolnišnico v Eberswaldu, kjer je začel s svojo zdravniško kariero in kjer je izvedel svoj znameniti poskus.